# Luitpoldpark (München)

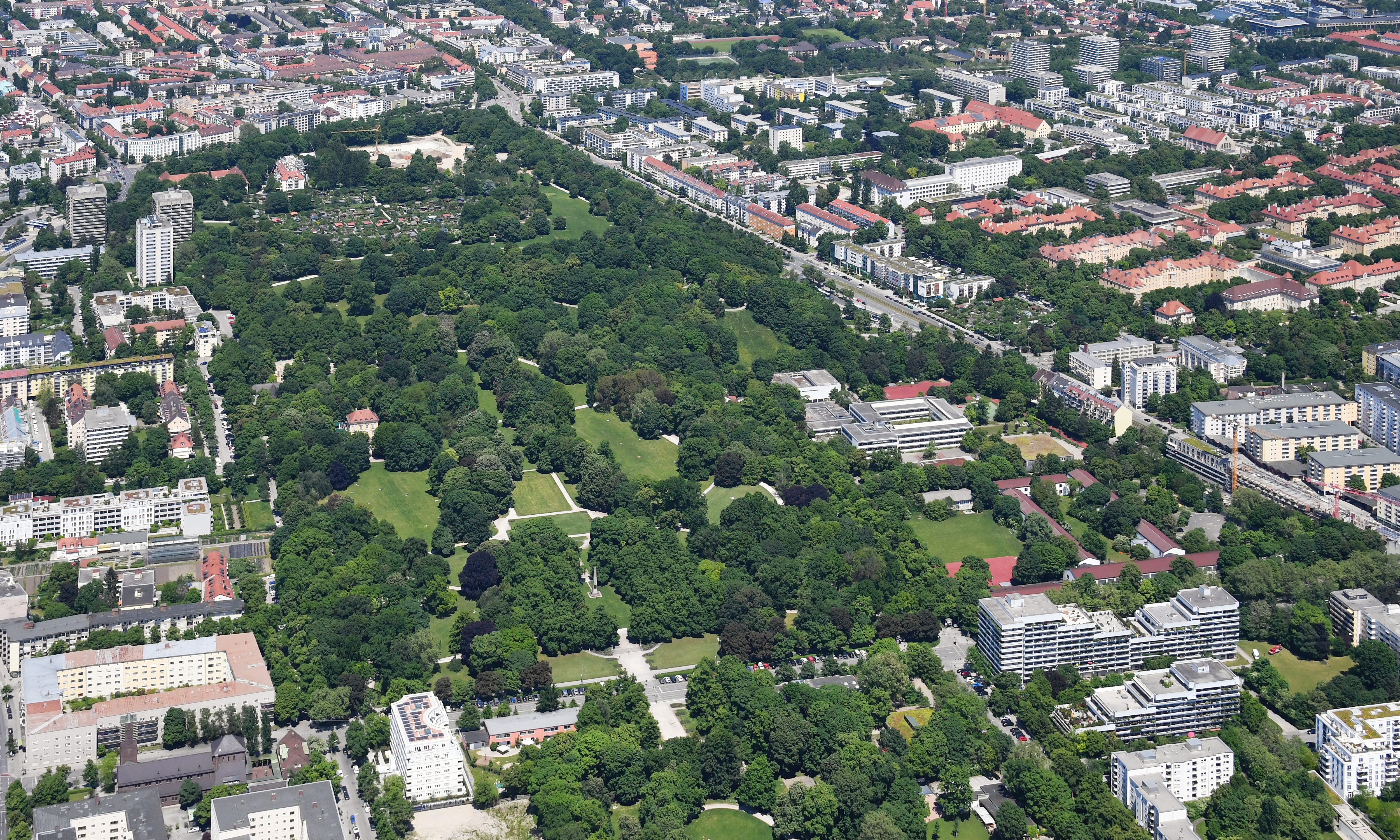
Der Luitpoldpark von Südwesten aus der Luft gesehen

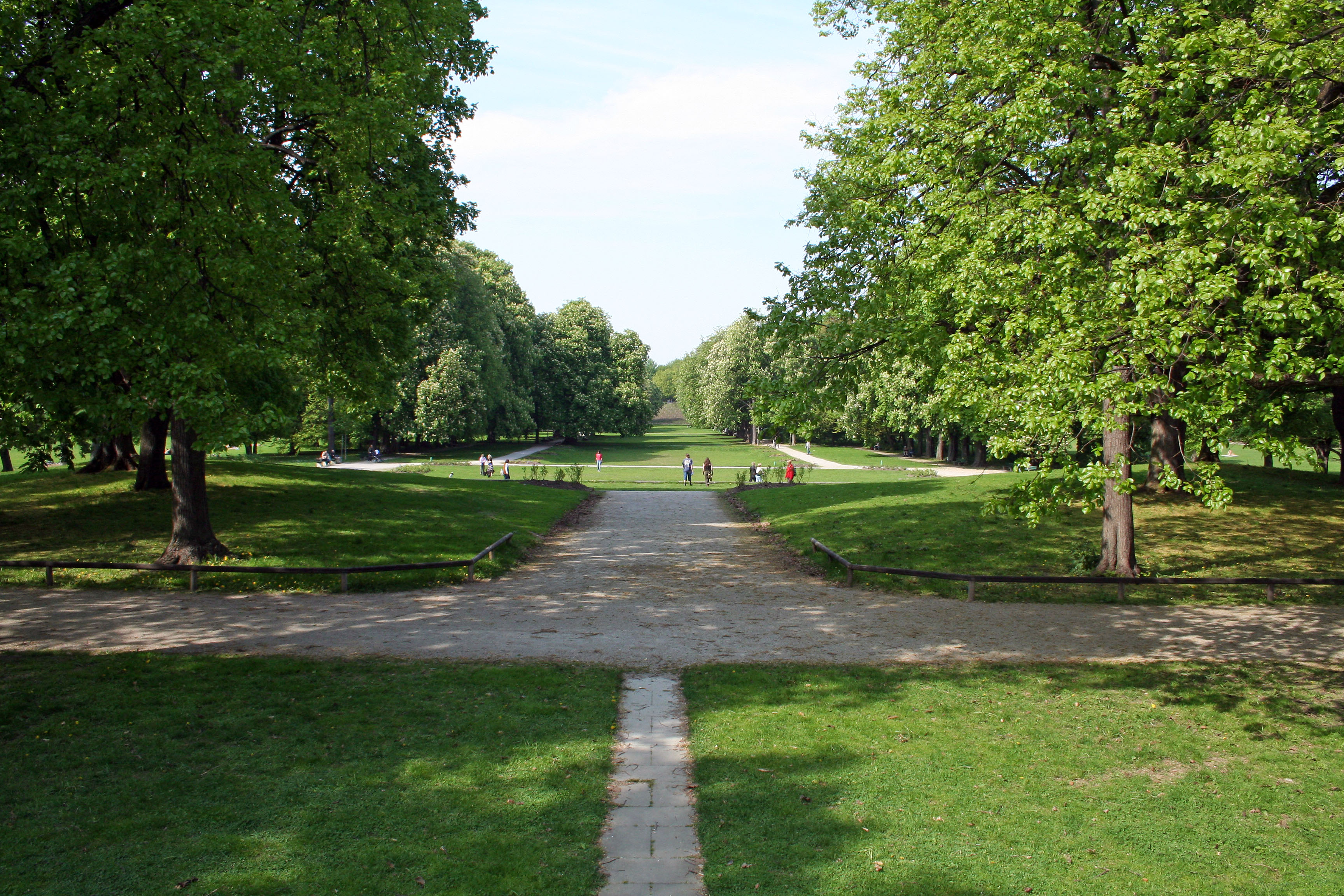
Luitpoldpark

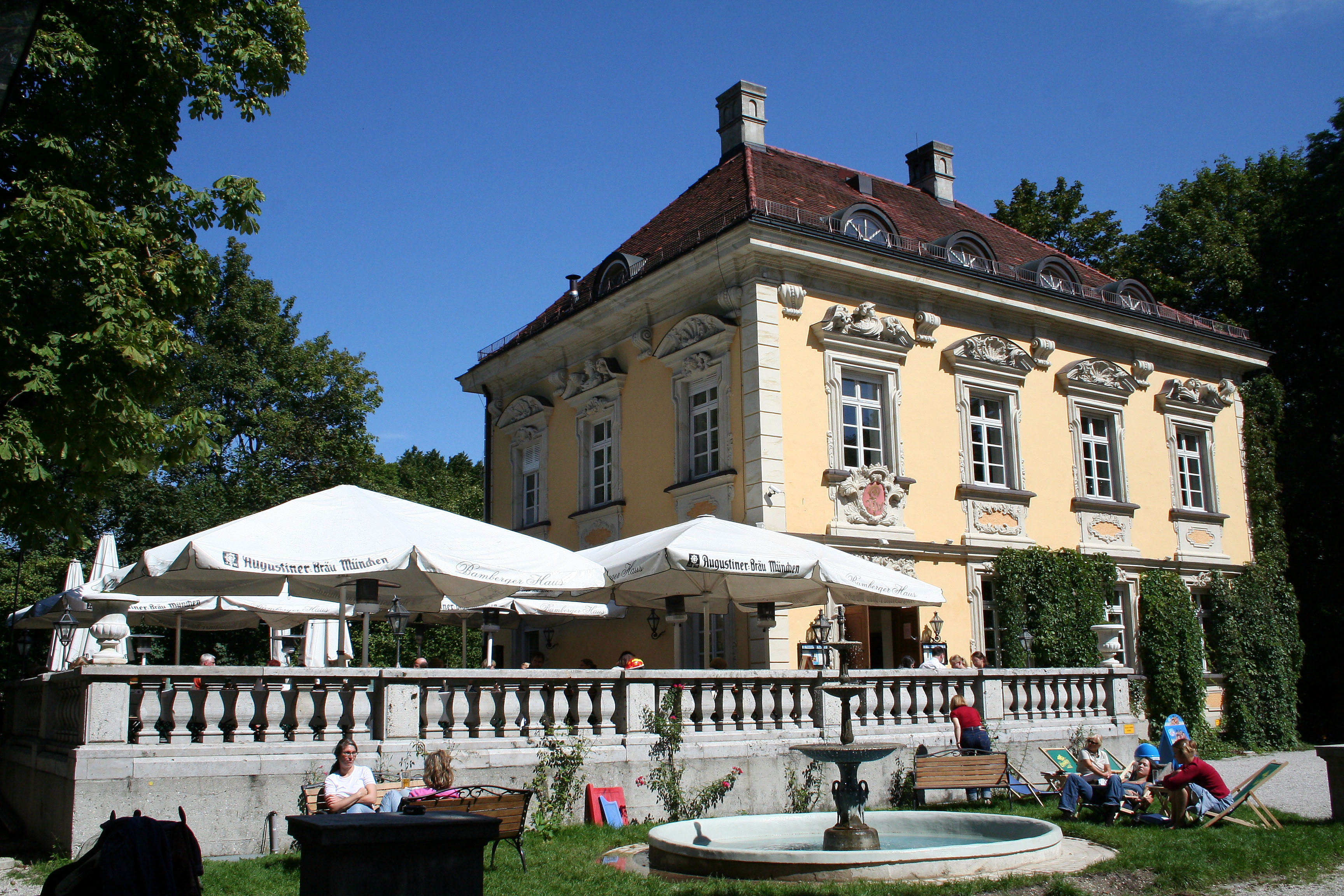
Bamberger Haus

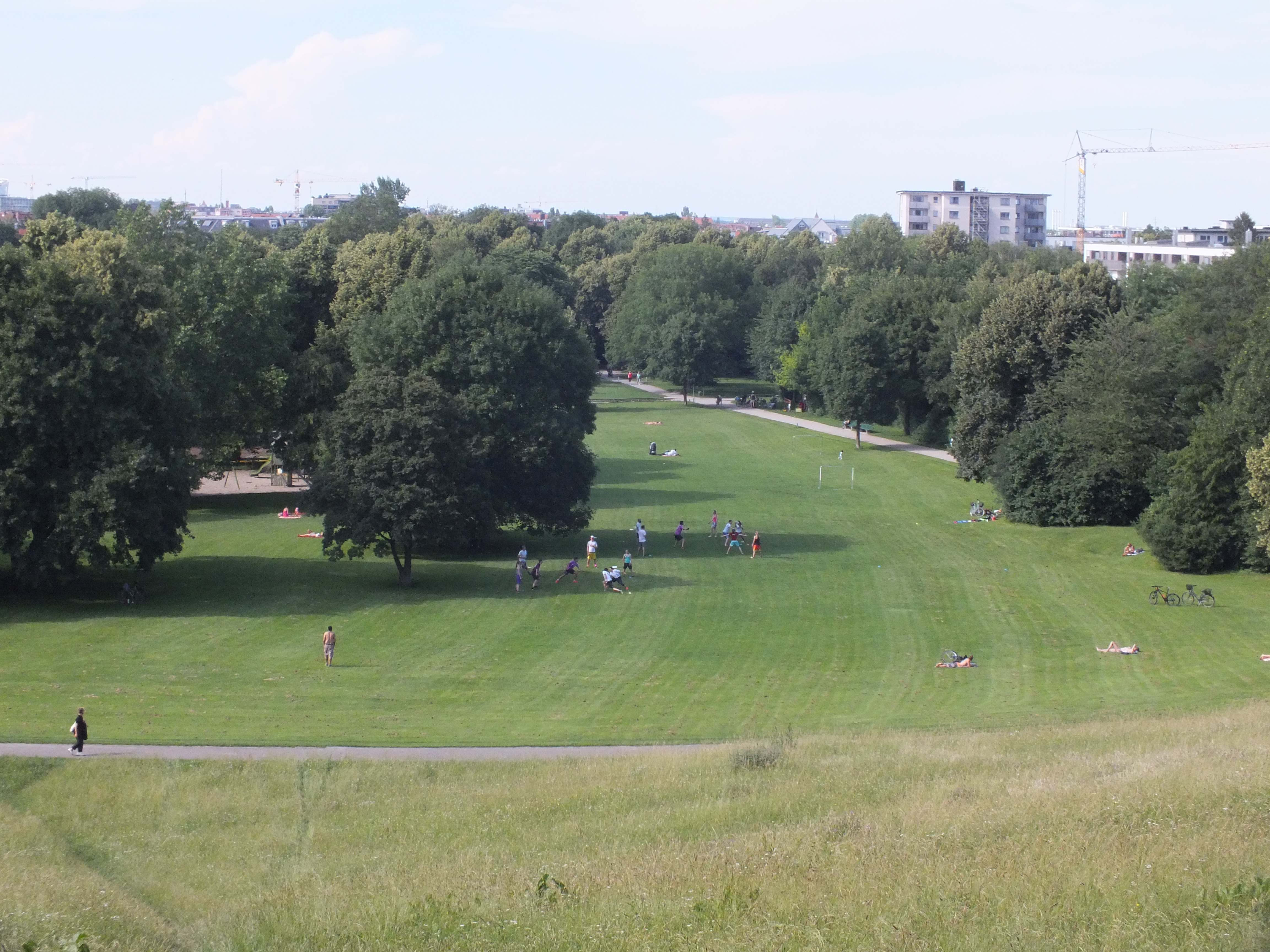
Blick vom Luitpoldhügel nach Norden

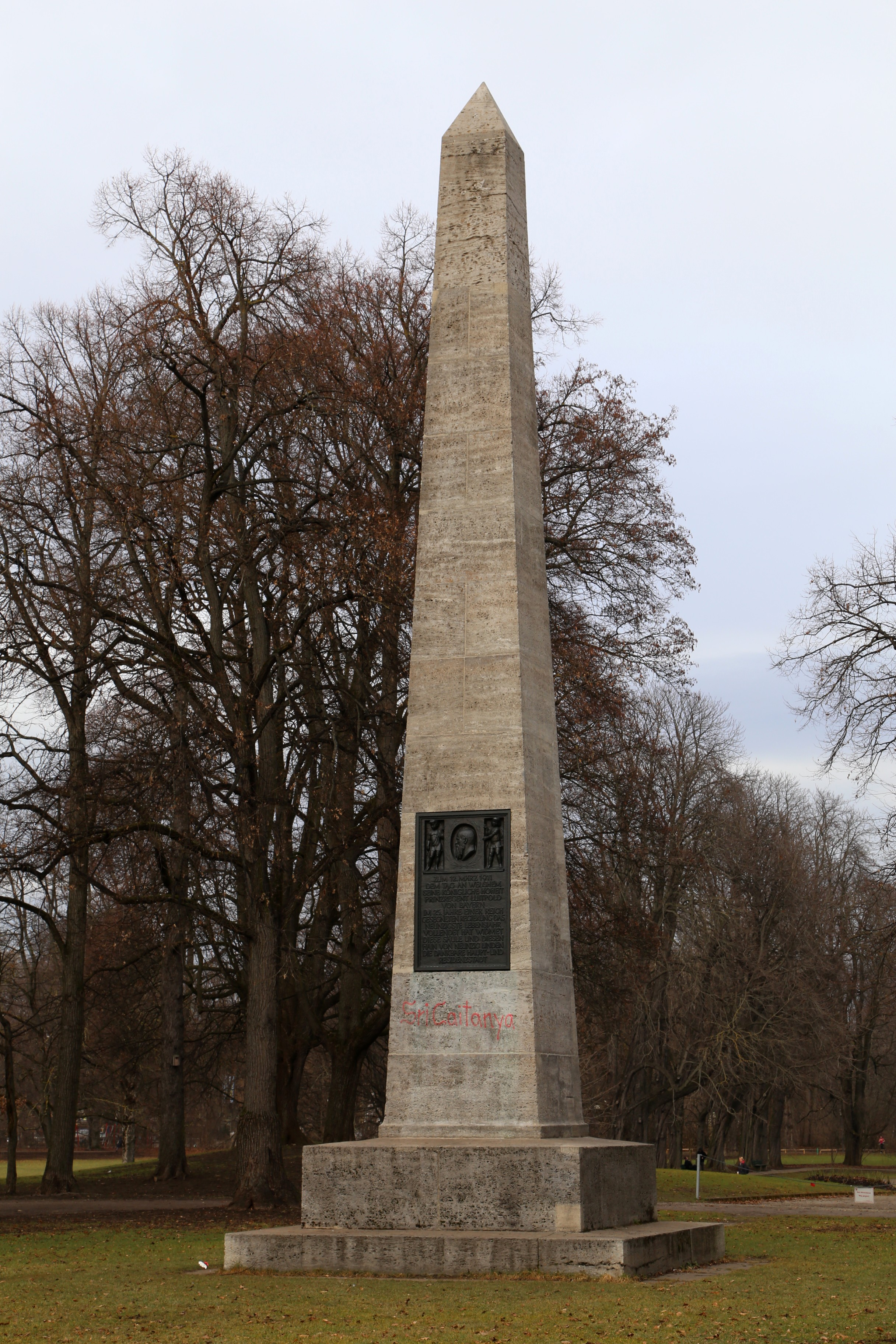
Obelisk im Luitpoldpark

Der Luitpoldpark ist ein Park mit einer Fläche von 33 Hektar im Nordwesten des Münchner Stadtbezirks Schwabing-West.

## Beschreibung
Im Nordteil des Parks, direkt westlich des Scheidplatzes, befindet sich der 37 m hohe Luitpoldhügel, ein begrünter Aussichtspunkt mit Blick über das nördliche München. Das ans Gelände grenzende Freibad Georgenschwaige, aber auch der Olympiaturm und das Olympiastadion sind zu sehen. Der Hügel entstand aus dem Schutt des im Zweiten Weltkrieg durch Luftangriffe stark zerstörten München und ist nach dem Olympiaberg der zweitgrößte Trümmerberg Münchens.
Im Norden grenzt das Gelände an eine Kleingartenanlage und über das Freibad Georgenschwaige an den Nymphenburg-Biedersteiner Kanal und den Petuelring an. Am Westrand des Parks steht das Bamberger Haus. Auf dem Spielplatz mit Hecken-Labyrinth nördlich des Bamberger Hauses findet man den Pumucklbrunnen. Im Osten grenzt die Belgradstraße an den Park.
Im Südosten liegen das Willi-Graf-Gymnasium und das Sophie-Scholl-Gymnasium.
Im Süden schließt sich (durch die Karl-Theodor-Straße getrennt) der drei Hektar große Park Bayernplatz an.

## Geschichte
Der Münchner Magistrat beschloss 1909 die Errichtung der zunächst als Nordpark bezeichneten Anlage auf einer brachliegenden Fläche am damaligen Stadtrand als Grünfläche für die damals schnell wachsende Maxvorstadt. Den Kern des Parks sollte ein von 90 Linden und 25 Eichen umgebener Obelisk als Denkmal zu Ehren des bayerischen Prinzregenten Luitpold bilden. 1911 wurde der Park aus Anlass des 90. Geburtstages des Prinzregenten mit der Pflanzung der 90. Linde eröffnet. Der Obelisk wurde von Heinrich Düll und Georg Pezold aus unterfränkischen Muschelkalk und Bronze gestaltet. Nahe der Borschtallee liegt das Wilhelm-Götz-Denkmal, ein Pfeiler mit Reliefbildnis des Geographen Wilhelm Götz von einer Ruhebank flankiert, das 1913 vom Münchner Bildhauer Hans Hemmesdorfer entworfen wurde.
Bis zur Aufschüttung des Luitpoldhügels war die Nordgrenze des Luitpoldparks die heute nicht mehr existierende Stiftprobst-Türk-Straße, welche von der Schleißheimer Straße bis zur Borschtallee ging, und die Ostgrenze die damals noch bis zur Rümannstraße verlaufende Borschtallee.